# Clever (Missouri)
Clever è un comune degli Stati Uniti d'America, situato nello Stato del Missouri, nella contea di Christian.